# 坦克 (马恩省)
坦克（法語：Tinqueux，法語發音：[tɛ̃kø]）是法国马恩省的一个市镇，位于该省西北部，兰斯市区西侧，属于兰斯区和兰斯城市圈。

## 地理
坦克（49°15'0"N, 3°59'27"E）面积4.15 平方千米，位于法国大東部大區马恩省，该省份为法国东北部内陆省份，北起阿登省，西北接埃纳省，西南接塞纳-马恩省，南至奥布省，东南接上马恩省，东临默兹省。
与坦克接壤的市镇（或旧市镇、城区）包括：伯扎讷、尚皮尼、莱梅讷、奥尔姆、兰斯、圣布里斯-库尔塞勒、蒂卢瓦。
坦克的时区为UTC+01:00、UTC+02:00（夏令时）。

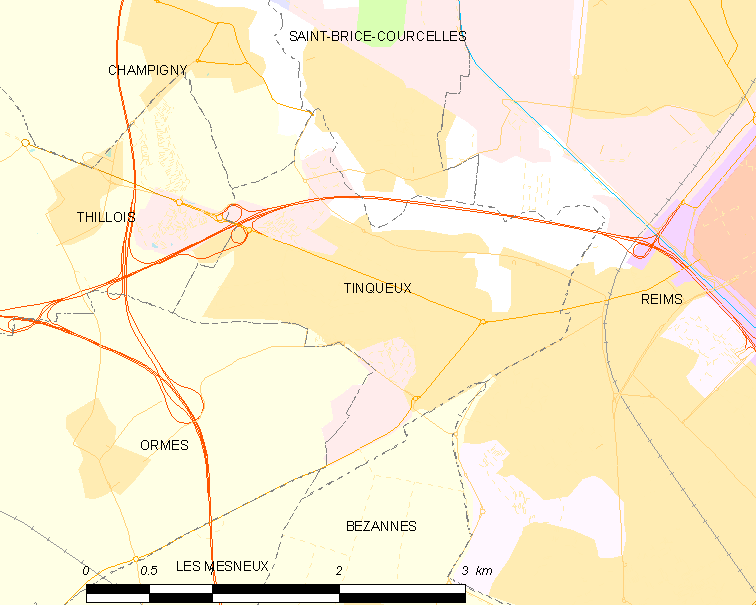
坦克的OSM定位图

## 行政
坦克的邮政编码为51430，INSEE市镇编码为51573。

## 政治
坦克所属的省级选区为兰斯第四县。

## 交通
兰斯公交1路可直达坦克境内。

## 人口

1962-2008年间坦克人口变化图示

坦克于2022年1月1日时的人口数量为10662人。